# Cerámica fenicia

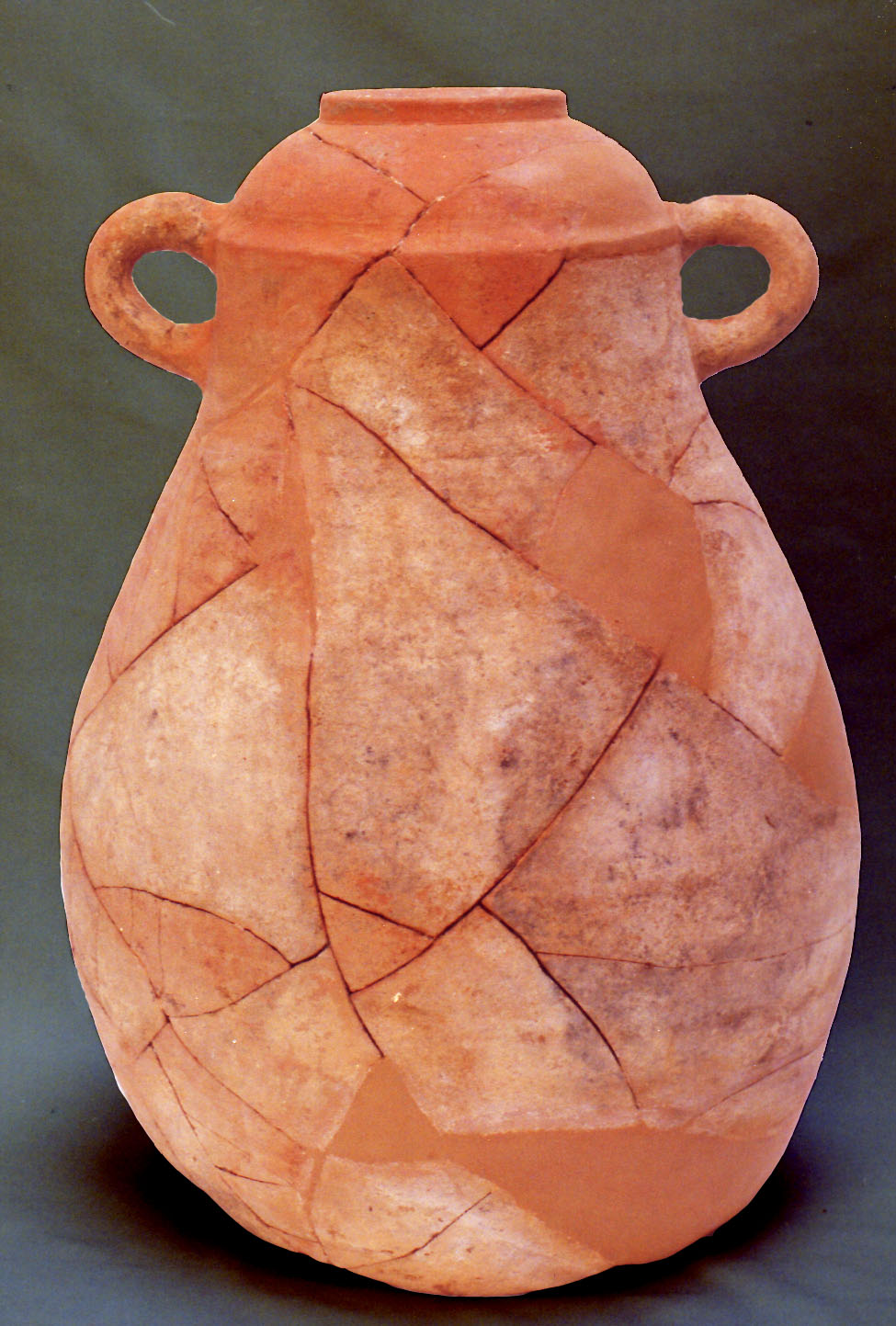
Ánfora fenicia del yacimiento de Alt de Benimaquia (siglo vi a. C.)

Cerámica fenicia es la producida en la Antigüedad por el pueblo fenicio («phoinikes», «Phoinike») en la región mediterránea hoy ocupada por el Líbano y relacionada con la semítica «Chanaan» o Canaan. Tuvo continuidad histórico-cultural en la cerámica púnica o cartaginesa, con la que aparece reunida en algunos estudios.

## Principales focos de producción
El foco más importante fue el yacimiento de Tiro, que analizó Bikai en su ya clásico estudio sobre la cultura fenicia. También son básicos los hallazgos de Sarepta.

### Mediterráneo occidental
En el Mediterráneo occidental destacan los asentamientos fenicios en la península ibérica, en los yacimientos de Toscanos, Chorreras y el Morro de Mezquitilla en la provincia de Málaga, y los atlánticos de Doña Blanca y Huelva. En el Morro, por ejemplo, se ha detectado la presencia de las arcillas locales, así como de colonias hermanas. La tipología inicial, escindida y desaparecida como foco fenicio-púnico, se fusionaría luego con estilos de influencia griega en Sicilia y de la tartésica del sur de la península ibérica.
Caro Bellido data la crisis de los asentamientos fenicios ‘andaluces’ hacia el siglo vi a. C. (con restos de incendios y destrucción contemporáneos de la desaparición de Tartessos). La transición de lo fenicio a lo púnico queda datada hacia el año 550 a. C.
Otro foco importante en el Mediterráneo occidental son los yacimientos norteafricanos como el de Sidi Abdeselam del Behar, junto a Tetuán.

## Características
Se diferencian varios tipos:
- La alfarería monocroma de barniz o engobe rojizo,[10] con producción de vasos trilobulados o con ‘emboque de seta’,[11] cuencos, copas y pebeteros, trípodes, lucernas “unicornes”, ánforas y platos de reborde marcado.
- Contemporánea de la monocroma se data una lujosa producción alfarera pintada polícroma, además de ánforas para el transporte de aceite y vino.[12]

## Museología
La cerámica fenicia, ampliamente localizada en museos de Grecia, Estambul, Beirut, Egipto, Italia y España, tiene documentada representación en instituciones como el Louvre, el Museo Británico, el Museo de Cádiz, el Museo Metropolitano de Arte de Nueva York, el Museo Arqueológico Nacional Sardo de Cagliari, el Museo Real de Mariemont en Bélgica, y el Museo Arqueológico Nacional de Madrid, entre otros muchas instalaciones museísticas.

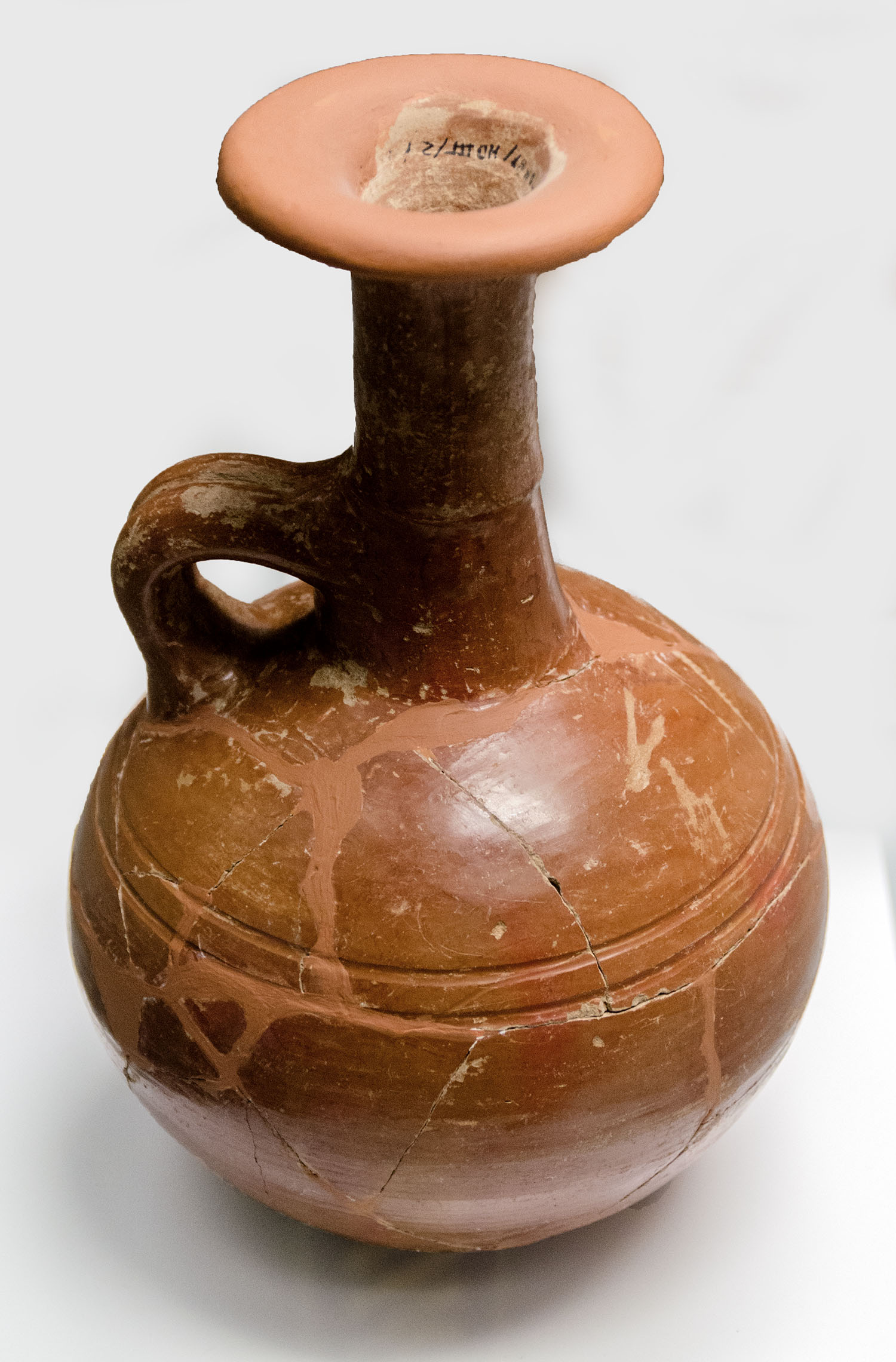
Jarro de boca de seta. Museo de Cádiz
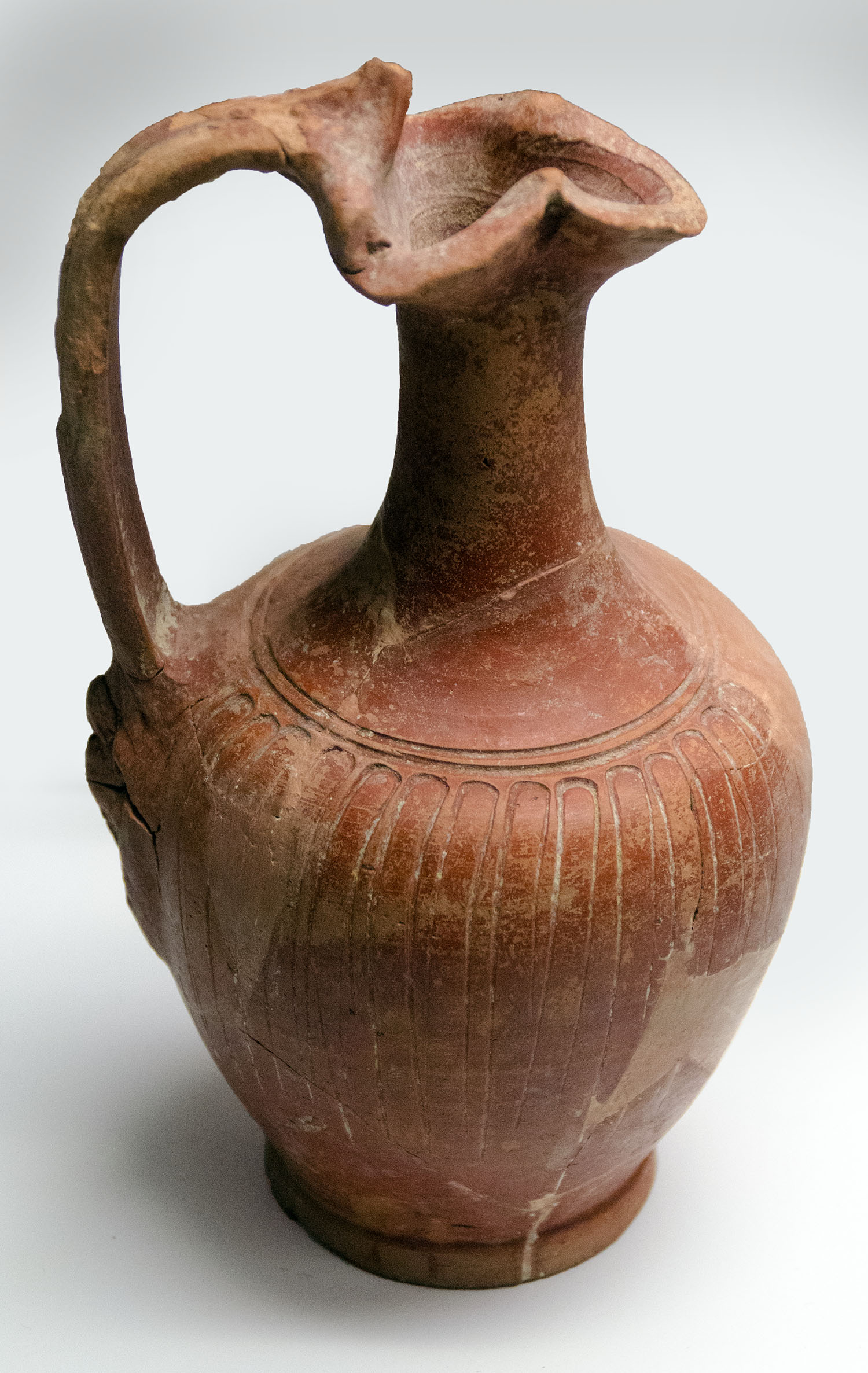
Jarra trilobulada (necrópolis de Cádiz)
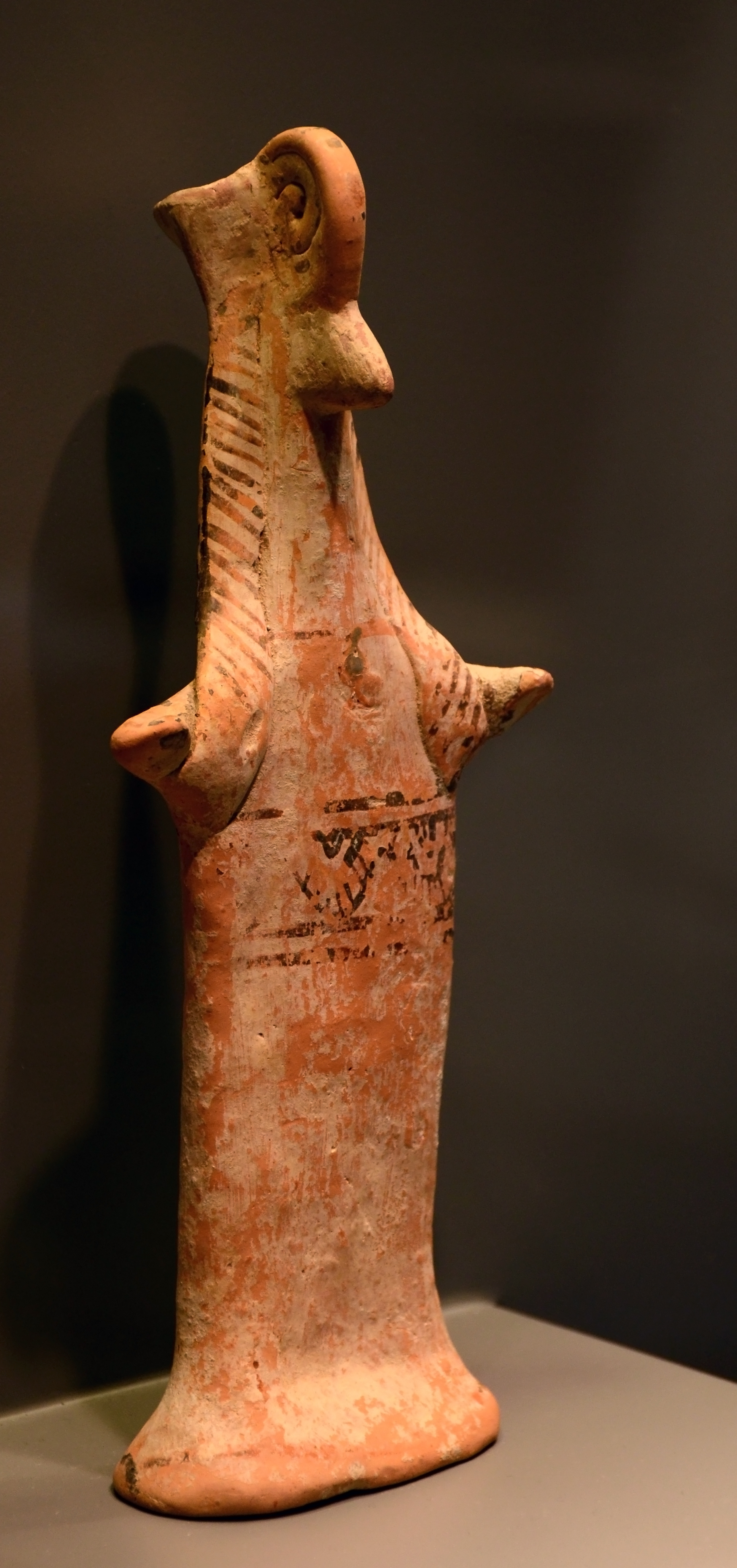
Figura. Museo de Mariamont
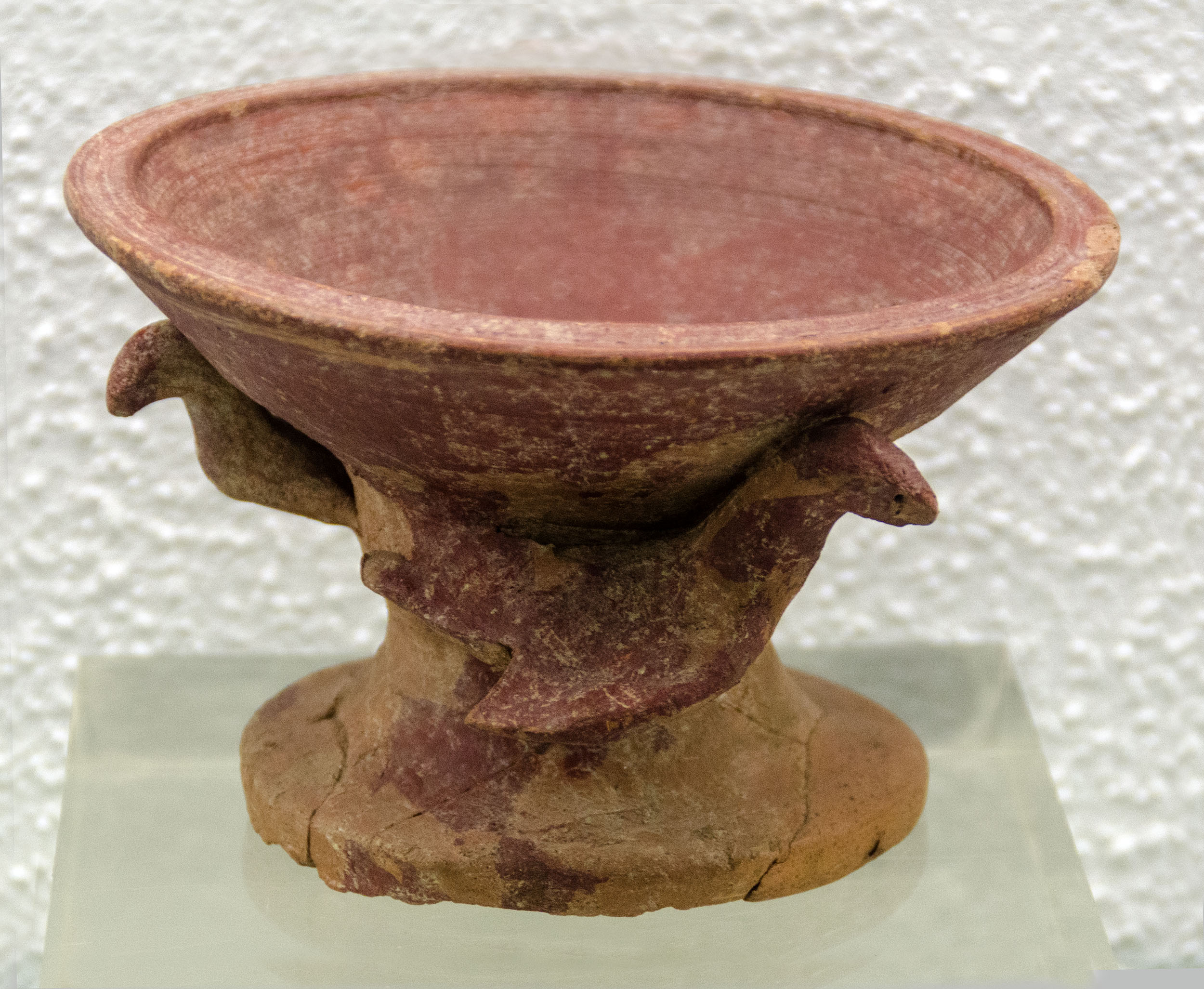
Copa. Museo Arqueológico de Sevilla